# Jules Lasalle
Pour les articles homonymes, voir La Salle.
Jules Lasalle est un sculpteur québécois né à Saint-Michel-des-Saints, le 1er avril 1957. Il vit et travaille à Montréal, où il dirige l'atelier Attitude enr. Dans cette ville, on peut observer plusieurs des œuvres commémoratives qu'il a réalisées. À Québec, on peut voir le monument de Robert Bourassa  devant le Parlement.

## Œuvres
- Monica, érigée en 1985 sur la promenade Père-Marquette, dans l'arrondissement Lachine, sur l'île de Montréal[1],[2].
- Natasha, sculpture monumentale en 3 fragments, imitant les statues de l'Île de Pâques, érigée à Lachine en 1986.
- Jackie Robinson, érigée en 1986 ou 1987 devant le Stade olympique de Montréal.
- Buste de Joseph-Xavier Perreault, érigé en 1987 devant le Centre de commerce mondial de Montréal.
- Hommage à Marguerite Bourgeoys, érigée en 1988 dans le Vieux-Montréal, devant le 85, rue Notre-Dame[3],[4].
- Murale de la famille, 1993, à Québec sur la Chapelle funéraire de Monseigneur de Laval à la Basilique-cathédrale Notre-Dame de Québec.
- Hommage aux femmes qui consacrèrent leur vie à l'instruction et à l'éducation: Marie de l'Incarnation, Vieux-Québec, place des Tourangelles, 1997[5],[6] (Arrêt 41)
- Monument aux Frères éducateurs: Marcellin Champagnat et Jean-Baptiste de La Salle:  L'envol, Vieux-Québec, angle des rues Pierre-Olivier-Chauveau et Sainte-Anne, 2000[6],[7] (Arrêt 45b)
- Monument à Maurice Richard, érigé devant l'aréna Maurice-Richard, à Montréal, 1997 et érigé au Parc Jacques-Cartier, à Hull (Ville de Gatineau), 2001[8],[9]
- Statues pour la Chapelle Notre-Dame du Sacré-Cœur, 2002[10]
- Monument du Chevalier de Lorimier.
- Pierres tombales (avec Annick Bourgeau) pour une campagne de sensibilisation au Sida, Agence Marketel), 2003[11],[12]
- Déportation (avec André Fournelle), Grand-Pré, 2006[13]
- Monument Robert Bourassa, colline parlementaire de Québec, 2006[14],[15].
- Statue de Jean Béliveau (avec Annick Bourgeau), Colisée Jean-Béliveau, Longueuil, 2007[16],[17],[18],[19]
- Monument en hommage aux femmes en politique, 2012, colline parlementaire de Québec[20]
- Porte Sainte, basilique-cathédrale Notre-Dame de Québec, 2013
- Hommage aux Sœurs de la Charité de Québec, 2015, avenue Honoré-Mercier

Œuvres de Jules Lasalle
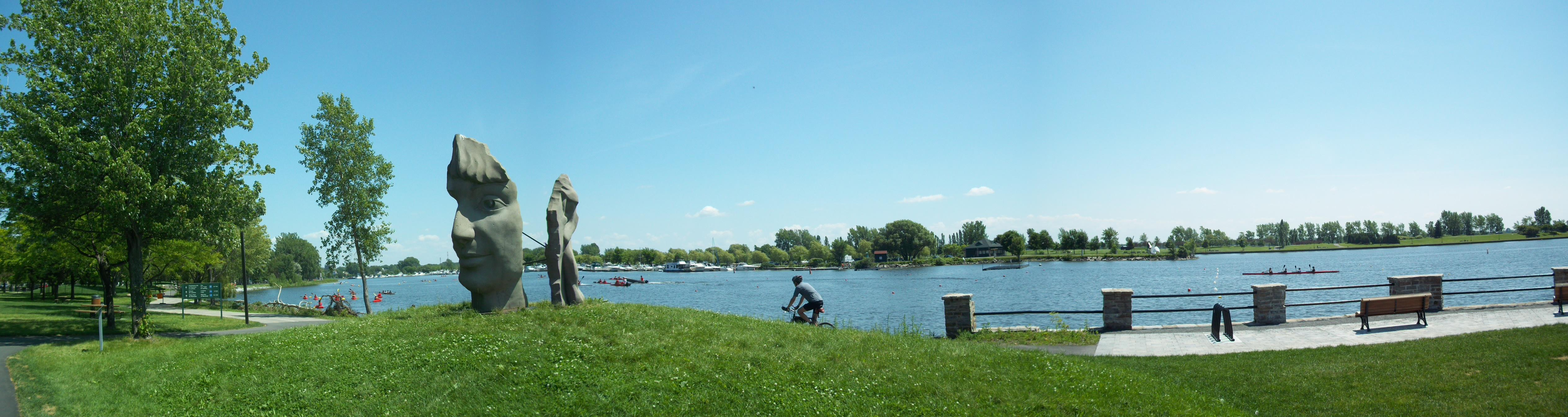
Monica
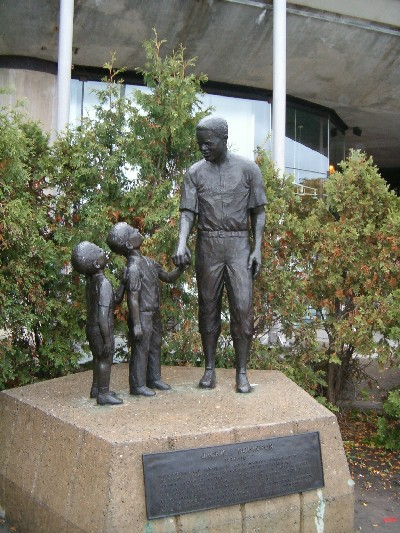
Jackie Robinson
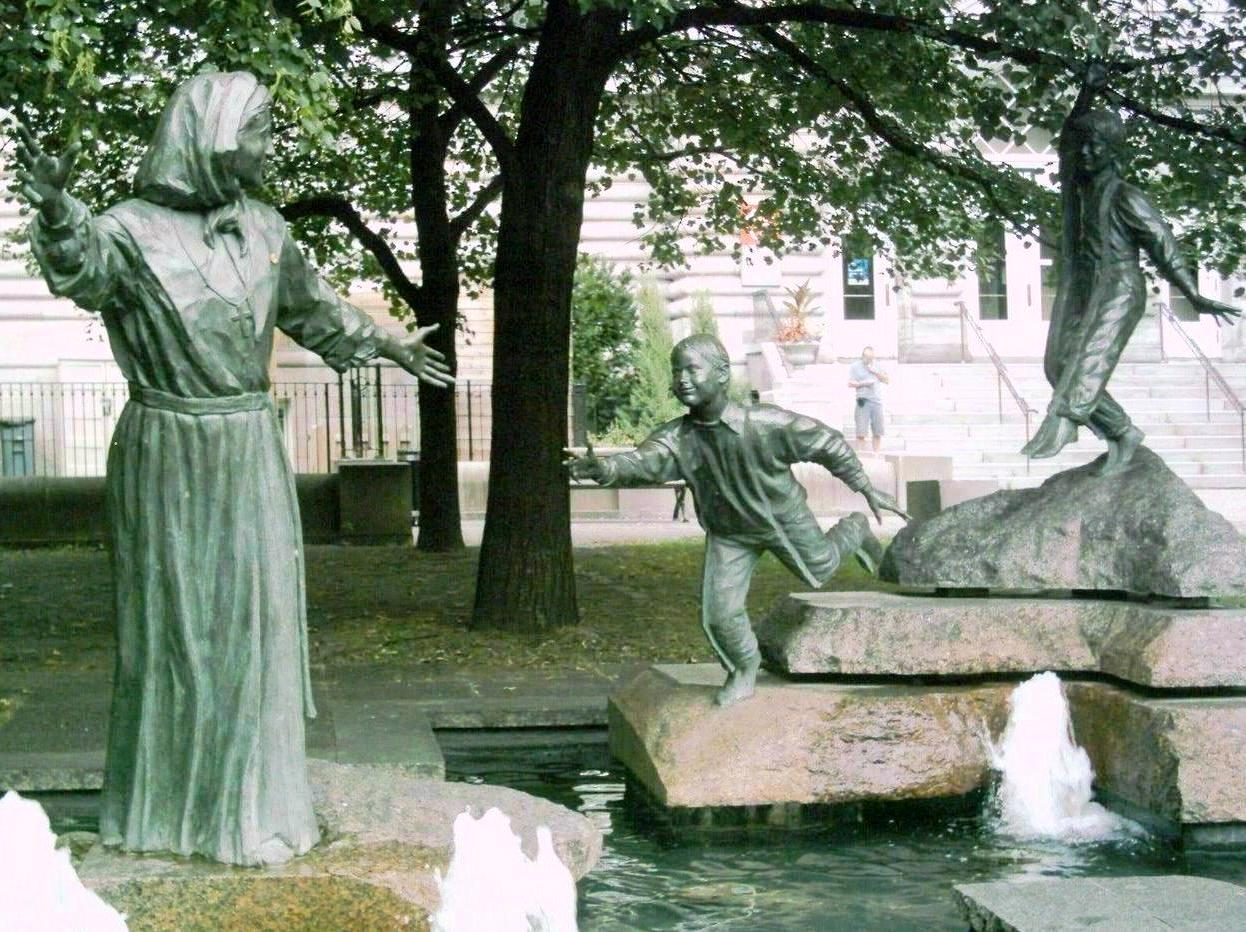
Hommage à Marguerite Bourgeoys
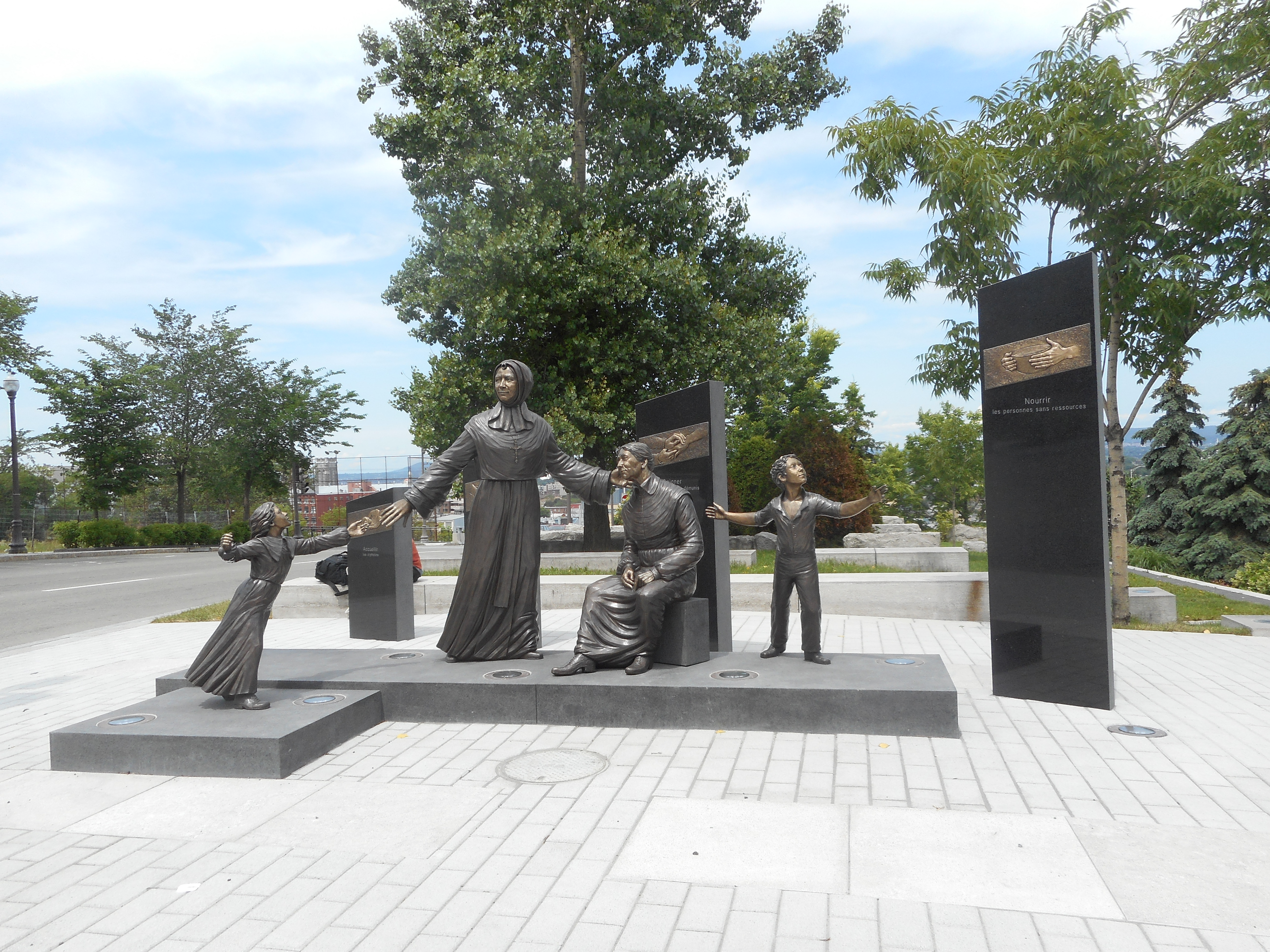
Hommage aux Sœurs de la Charité de Québec